# Phytomyza cameronensis
Phytomyza cameronensis är en tvåvingeart som beskrevs av Spencer 1982. Phytomyza cameronensis ingår i släktet Phytomyza och familjen minerarflugor. Inga underarter finns listade i Catalogue of Life.